# Atalian
Atalian, anciennement TFN, est une entreprise française de sous-traitance de services aux entreprises dans les domaines du nettoyage, de la sécurité, de l'accueil, de la maintenance des bâtiments et des services généraux.

## Histoire
Atalian est initialement spécialisé dans l'externalisation des tâches de nettoyage de bureaux, sous le nom de Technique française du nettoyage (TFN), créé en 1944 par Paul Julien, et de La Rayonnante. Les deux entreprises sont ensuite dirigées par le fils et le beau-fils de ce dernier, avant que TFN acquière La Rayonnante en 1992.
En 2009, TFN acquiert Eurogem, une filiale d'Icade et la filiale spécialisée dans la propreté, le nettoyage et les services de Veolia. Ces deux acquisitions permettent au groupe de passer d'un chiffre d'affaires de 500 millions d'euros à près d'un milliard d'euros. La même année, le groupe prend le nom d'Atalian.
En 2013, Atalian acquiert Arteum, une entreprise de nettoyage basée en Turquie et ayant 1 500 employés. Au moment de cette acquisition, Atalian a un chiffre d'affaires de 1,17 milliard d'euros. La même année, Atalian acquiert Carrard Services, une entreprise française, qui emploie 4 500 personnes qui était en difficulté.
En 2015, Atalian acquiert Aspen, une entreprise polonaise d'environ 3 200 employés.
En 2016, Atalian acquiert Temco-Euroclean, une entreprise américaine ayant environ 10 000 employés.
En mai 2018, Atalian acquiert pour 612 millions d'euros, Servest, une entreprise britannique ayant un chiffre d'affaires de 600 millions d'euros. À la suite de cette acquisition, son chiffre d'affaires devrait être d'environ 3 milliards d'euros. Le nouvel ensemble emploie 125 000 personnes.
En janvier 2019, le PDG, Franck Julien, est soupçonné par la justice d’abus de biens sociaux et de faux en écriture,. Il est renvoyé en correctionnelle en novembre 2022 pour une entreprise « massive de prédation ». Il est condamné le 2 juillet 2024 à quatre ans de prison, dont dix-huit mois ferme, et à une amende de 375 000 euros. Le tribunal correctionnel de Paris l’a jugé coupable de plusieurs « abus de bien sociaux », de « blanchiment aggravé », de « complicité de faux et d’usage de faux ».
En juin 2019, le groupe Atalian dépose une plainte contre cinq ex-cadres de la société « pour escroquerie en bande organisée, abus de confiance, abus de biens sociaux, faux et usage de faux ».
En 2022, le groupe passe avec le parquet de Paris une convention judiciaire d’intérêt public : il accepte de payer 15 millions d’euros d’amende afin, selon Mediapart, « d’éviter des poursuites judiciaires [...] pour blanchiment de fraude fiscale ».
En mars 2023, Maximilien Pellegrini, ancien de Suez, est annoncé comme futur président exécutif.
En mars 2025, les agents d'entretien de Sciences Po Paris, employés par Atalian, ont initié une grève illimitée pour dénoncer la dégradation de leurs conditions de travail. Cette mobilisation a été déclenchée par la suppression de 700 heures de ménage en 2023, décision qui, selon les grévistes, a entraîné une intensification des cadences et une détérioration des conditions de travail. Le mouvement a reçu un soutien significatif de la part des étudiants et du personnel de l'institution. Le collectif étudiant "Le Collectif du Lien" a notamment organisé des actions pour sensibiliser la communauté universitaire à la situation des agents d'entretien. Après cinq jours de grève, un accord a été conclu entre les grévistes, représentés par le Syndicat Francilien de la Propreté (SFP-CFDT), et la direction d'Atalian. Cet accord prévoit l'octroi progressif d'un 13ᵉ mois de salaire : 50 % en 2025, 75 % en 2026, et 100 % à partir de 2027. Une commission a également été créée pour étudier la charge de travail et les qualifications des employés.

## Clients
Atalian indique compter parmi ses clients Areva, Air France, Electrolux, Orange, la Direction générale des Finances publiques (DGFiP), LVMH, RATP[source insuffisante].